# Clase Galicia
La Clase Galicia la forman dos buques de asalto anfibio de la Armada española y es gemela de la Clase Rotterdam de la Armada Real de los Países Bajos. Recibe este nombre por el primero de la serie y, según el Plan de Alta Mar, el único de la que constaría: el Galicia (L-51), el cual, a su vez, hereda su nombre de otro buque anfibio anterior dado de baja en 1987 Galicia (TA-31). Al final se añadió un segundo buque para la Armada española, el Castilla (L-52), al igual que ocurrió con la Armada Real de los Países Bajos, que al inicial Rotterdam, L800, sumó más adelante el Johan de Witt, L801.

## Diseño y construcción

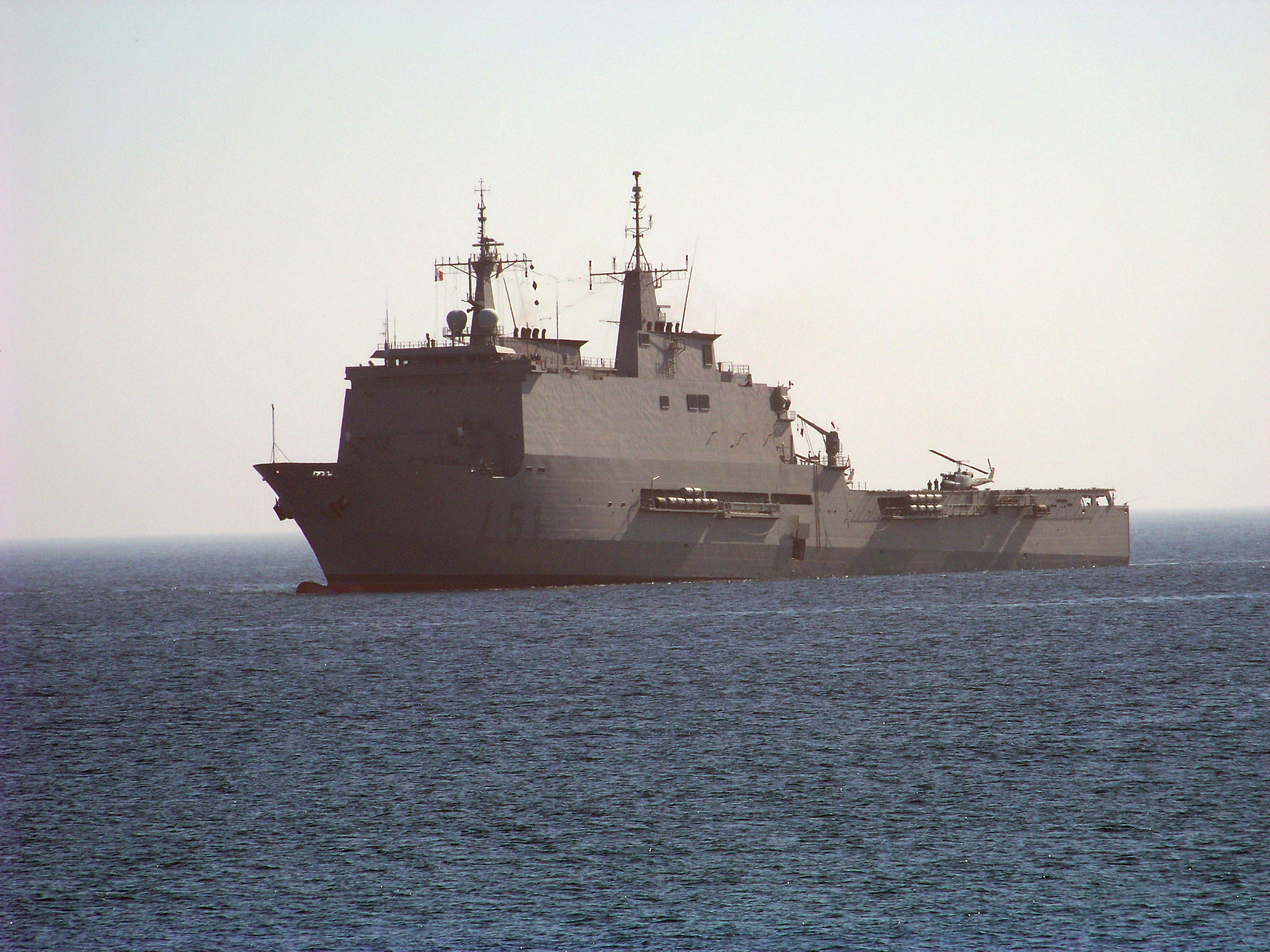
El Galicia (L-51), durante la celebración del Día de las Fuerzas Armadas del año 2009 en Santander

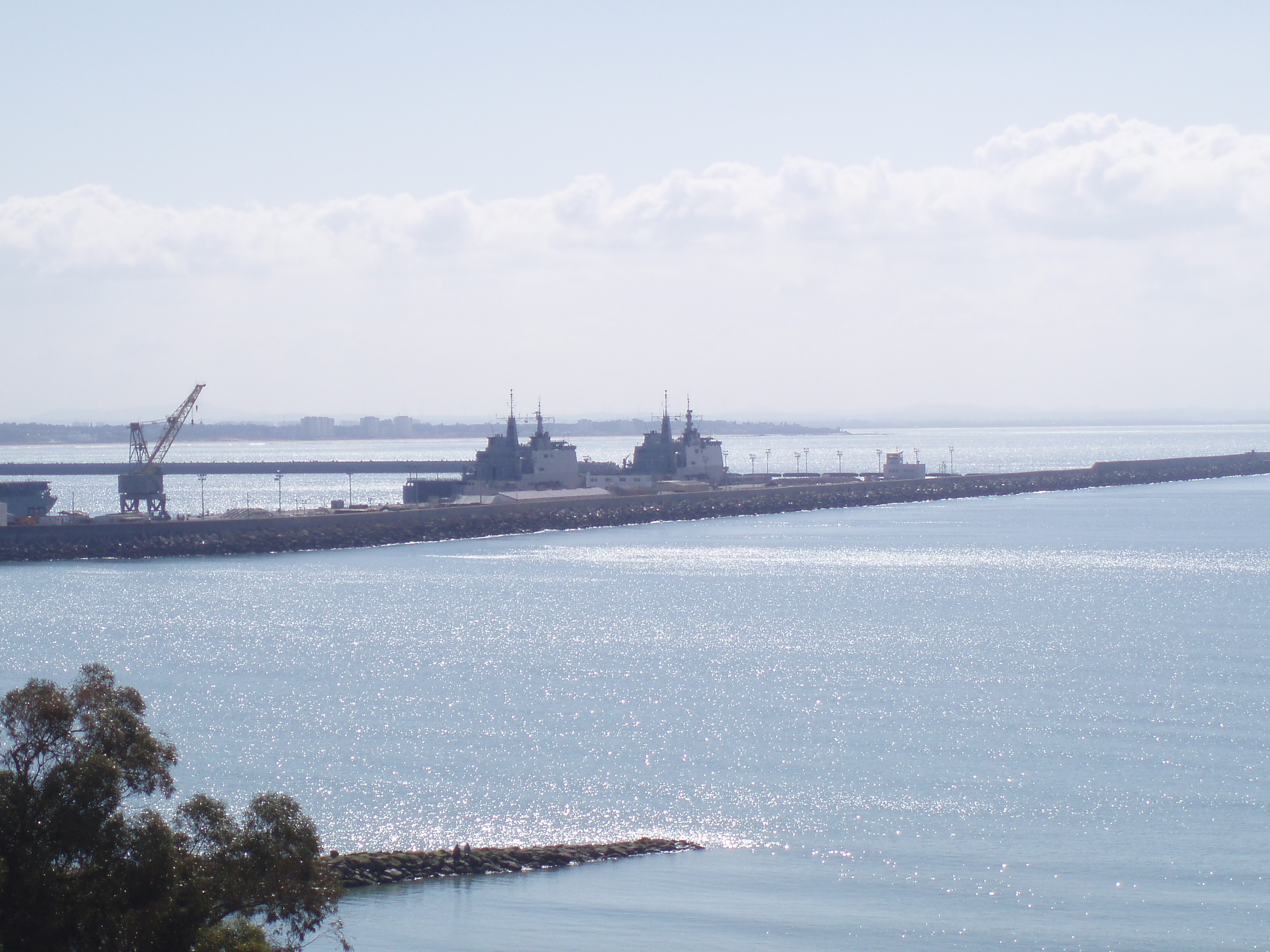
El Galicia (L-51) y el Castilla (L-52) en su amarre habitual, el muelle número 1 de la Base Aeronaval de Rota.

El diseño Enforcer es un proyecto conjunto entre los astilleros españoles Izar, actualmente Navantia, y de los Países Bajos para equipar a ambas marinas de los respectivos (L800) Rotterdam y Galicia en 1997 y 1998.
Estos buques cuentan con un amplio dique inundable a popa para embarcar y desembarcar lanchas y vehículos anfibios, así como una amplia plataforma para operar helicópteros también a popa.
Fueron diseñados para transportar un batallón de infantería de Marina (máximo 600 hombres) con todos sus pertrechos. Cuentan con botiquín, quirófano y laboratorio, así como arsenal para munición naval de todo tipo, incluido espacio para 30 torpedos. Asimismo pueden transportar hasta 33 carros de combate o 170 vehículos blindados para personal o seis lanchas de desembarco ligeras o cuatro pesadas.
Su dotación aérea puede ser de cuatro helicópteros pesados o seis de tipo medio NH90.
Aunque diseñados de forma conjunta con Holanda estos buques tienen grandes diferencias entre ellos, principalmente en el armamento, electrónica y sistema de propulsión, montando el buque español 2 plantas propulsoras, cada una con 2 motores diésel Caterpillar-BAZAN Bravo con un total de 22.000 CV acoplados a un engranaje reductor que mueve una línea de ejes con 2 hélices de paso variable de 5 palas y 4 metros de diámetro.
A los dos buques iniciales le siguieron el (L-52) Castilla (entregado en 2000) para España y el (L801) Johan de Witt para los Países Bajos (prevista su entrega para 2007). Ambos presentaban mejoras sobre los modelos iniciales, y así el Castilla es más un buque de mando y control que alberga el cuartel general de Alta Disponibilidad. A cambio, pierde 200 plazas para infantes de marina. Por su parte, el Johan de Witt tiene una cubierta de vuelo más fuerte y un casco más largo y más ancho. A pesar del alto grado de satisfacción mostrado por los operadores de este tipo de buques, el diseño presenta el inconveniente de la existencia de una columna en mitad del garaje de embarque que obliga a realizar cuidadosas planificaciones para aprovechar adecuadamente el espacio disponible. Por otra parte, la clase Galicia dispone de una plataforma de madera en el dique inundable, que debe ser cuidada y reemplazada con frecuencia.

## Componentes
Alemania -  España -  Estados Unidos -  Francia -  Reino Unido -  Suiza

### Estructura
| Sistema | País              | Fabricante | 'Notas |
| ------- | ----------------- | ---------- | ------ |
| Casco   | Bandera de España | Navantia   |        |

### Electrónica
| Sistema                                        | País                      | Fabricante     | 'Notas                                                                                           |
| ---------------------------------------------- | ------------------------- | -------------- | ------------------------------------------------------------------------------------------------ |
| Sistema de combate                             | Bandera de España         | Tecnobit       | TRITAN-V                                                                                         |
| Radar de navegación                            | Bandera del Reino Unido   | Kelvin Hughes  | Modelo Type 1007                                                                                 |
| Radar aire/superficie                          | Bandera de Alemania       | Hensoldt       | Modelo TRS-3D/16                                                                                 |
| Interceptador/perturbador                      | Bandera de España         | Indra Sistemas | Modelo SLQ-380 Aldebarán                                                                         |
| Interceptador de comunicaciones                | Bandera de España         | Indra Sistemas | Modelo Regulus Mk 9000                                                                           |
| Sistemas de enlaces de datos Link-11 y Link-22 | Bandera de España         | Tecnobit       | LINPRO                                                                                           |
| Lanzador de señuelos                           | Bandera de Estados Unidos | United Defense | 4 lanzadores modelo FMC SRBOC Mk36 con 6 tubos para bengalas infrarrojas y contededores de chaff |

### Armamento
| Sistema          | País             | Fabricante | 'Notas                  |
| ---------------- | ---------------- | ---------- | ----------------------- |
| Cañones de 20 mm | Bandera de Suiza | Oerlikon   | 2 unidades (4 posibles) |

### Propulsión
| Sistema | País                                          | Fabricante        | 'Notas                             |
| ------- | --------------------------------------------- | ----------------- | ---------------------------------- |
| Motores | Bandera de Estados Unidos · Bandera de España | Caterpillar Bazán | 4 motores diésel modelo Bravo 3612 |

### Aeronaves
| Sistema              | País                      | Fabricante                    | Notas        |
| -------------------- | ------------------------- | ----------------------------- | ------------ |
| Helicóptero (opción) | Bandera de Estados Unidos | Sikorsky Aircraft Corporation | 4 × SH-3D    |
| Helicóptero (opción) | Bandera de Francia        | NHIndustries                  | 6 × NH90     |
| Helicóptero (opción) | Bandera de Estados Unidos | Bell Textron                  | 6 × Bell 212 |

## Capacidad de transporte
- Capacidad de transporte: 1000 soldados totalmente equipados o 170 APCs o 33 MBTs; 3 LCVPs y 2 LCUs/LCMs o 6 LCVPs en el dique.

- Planta aérea: capaz de operar con 4 SH-3 o 6 AB-212.

## Algunas misiones

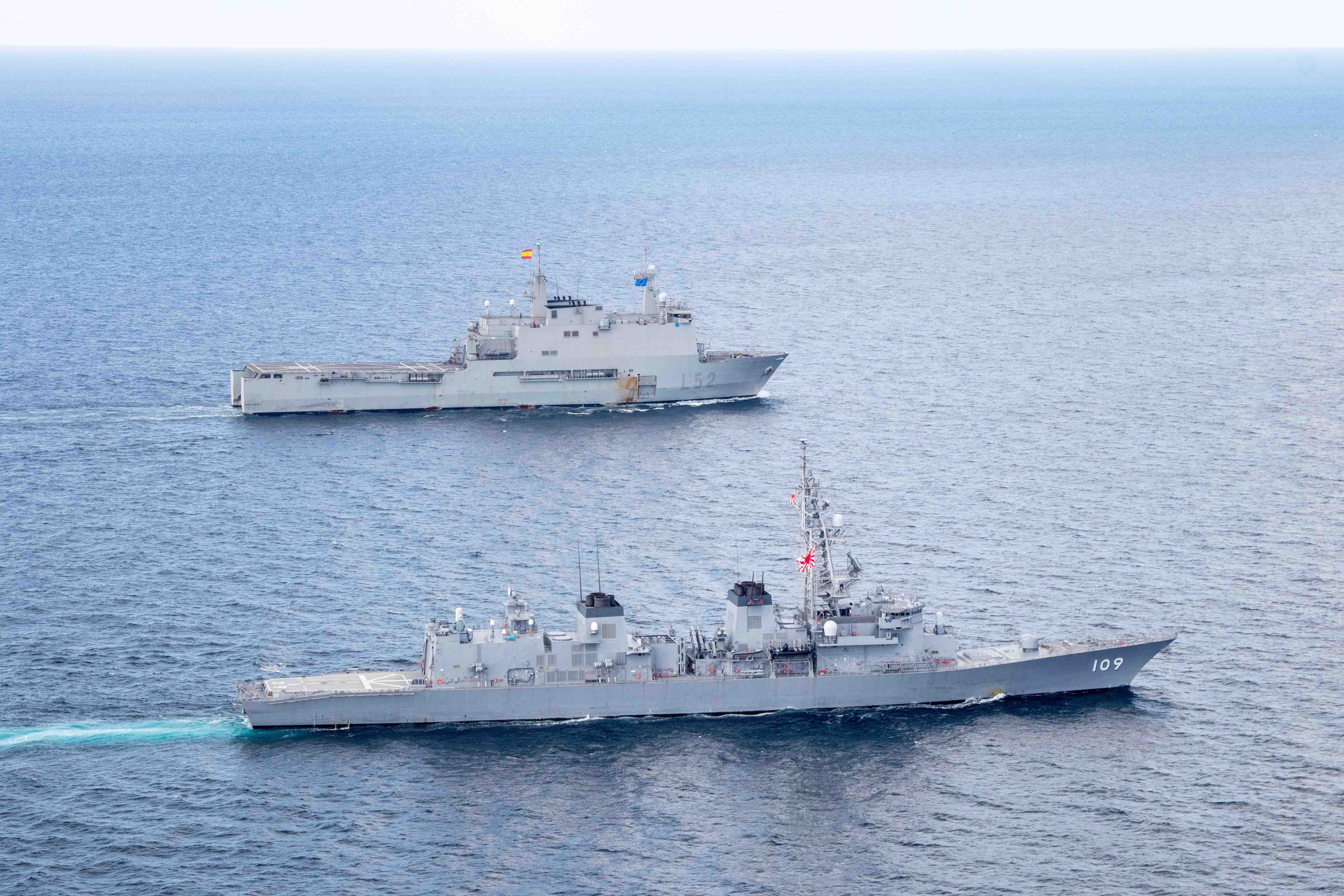
El Castilla navegando junto al destructor japonés JS Ariake (DD-109) en el año 2021.

El L-51 Galicia ha realizado misiones humanitarias en Centroamérica, Albania, Haití, Irak e Indonesia, generalmente como buque de transporte o barco hospital.
Por su parte, el L-52 Castilla sirvió como buque de mando y control durante la Operación Romeo-Sierra en julio de 2002 y también como buque de mando en el Ejercicio Steadfast Jaguar-06 en Cabo Verde en julio de 2006.

## Ausencia de sistemas de armamento de proximidad
Al igual que la mayoría de buques de la Armada Española, la Clase Galicia no dispone de armamento de proximidad (CIWS, por sus siglas en inglés). Si bien, existe una reserva de espacio para este tipo de sistemas.
La compañía MBDA España y la Subdirección General de Adquisiciones de la DGAM
firmaron un contrato para estudiar la viabilidad del desarrollo e integración de un sistema de Misiles de Defensa de Punto basado en la última versión del misil Mistral de MBDA. Por otra parte, la  española Escribano Mechanical & Engineering confirmaron que trabajan en un nuevo sistema de defensa antiaérea para buques.
Por el momento, los buques de alto valor estratégico para la Armada como el Landing Helicopter Dock (LHD) Juan Carlos I, los buques de Asalto Anfibio (BAA) Galicia y Castilla y los Buques de Aprovisionamiento de Combate (BAC) Patiño y Cantabria no están provistos de este sistema. 

### Clases de buques similares
- Clase Albion
- Clase Austin
- Clase Endourance
- Clase Foudre
- Clase Makassar
- Clase San Giorgio
- Clase San Antonio
- Clase Tarlac
- Tipo 071

### Listas relacionadas
- Anexo:Buques de asalto anfibio por países
- Anexo:Materiales de la Infantería de Marina Española